# Pyrrhosoma
Pyrrhosoma Charpentier, 1840 è un genere di libellule del sottordine degli Zigopteri appartenente alla famiglia Coenagrionidae.

## Tassonomia
Il genere comprende le seguenti specie:
- Pyrrhosoma elisabethae Schmidt, 1948
- Pyrrhosoma nymphula (Sulzer, 1776)